# Adam Paleolog
Adam Paleolog (ur. 17 grudnia 1896 w Rumnie, zm. 27 maja 1956) – major obserwator Wojska Polskiego, kawaler Orderu Virtuti Militari.

## Życiorys
Urodził się 17 grudnia 1896 w Rumnie, pow. Rudki jako syn Zygmunta i Zofii z d. Chorzelskiej. Po odzyskaniu przez Polskę niepodległości został przyjęty do Wojska Polskiego. Wziął udział w walkach podczas wojny polsko-bolszewickiej. Został awansowany do stopnia kapitana w korpusie oficerów zawodowych aeronautycznych lotnictwa wojskowego ze starszeństwem z dniem 1 czerwca 1919. W 1923, 1924 był oficerem 2 pułku lotniczego w garnizonie Kraków. W styczniu 1925 został przydzielony do Centralnych Zakładów Lotniczych w Warszawie. 3 maja 1926 roku został mianowany majorem ze starszeństwem z dniem 1 lipca 1925 roku i 8. lokatą w korpusie oficerów aeronautycznych. W 1928 jako oficer 2 pułku lotniczego pracował w Centralnej Składnicy Lotniczej. 28 stycznia 1931 roku został wyznaczony na stanowisko zastępcy dowódcy 6 pułku lotniczego we Lwowie. 2 września 1931 roku powracając z inspekcji do Lwowa-Skniłowa został ciężko ranny w katastrofie lotniczej pod Chodorowem, której uległ krótko po starcie wieczorem, po czym został przewieziony pociągiem do szpitala lwowskiego (ranny został także mjr Franciszek Haberek, dowódca dywizjonu szkolnego). W dalszym czasie przebywał w szpitalu. W 1934 roku, jako oficer stanu spoczynku pozostawał w ewidencji Powiatowej Komendy Uzupełnień Lwów Miasto. Posiadał przydział do Oficerskiej Kadry Okręgowej Nr VI. Był wówczas „w dyspozycji dowódcy Okręgu Korpusu Nr VI”.
Po wybuchu II wojny światowej w okresie kampanii wrześniowej był dowódcą Oddziału Portowego Bazy Lotniczej nr 6. Później przedostał się na Zachód do Wielkiej Brytanii i wstąpił do Polskich Sił Powietrznych w Anglii w ramach Royal Air Force, otrzymał numer służbowy RAF P-1163. Nie otrzymał przydziału do jednostek bojowych, został osadzony w obozie izolacyjnym na wyspie Bute. Po zwolnieniu z obozu służył jako major obserwator (ang. squadron leader).
Po zakończeniu wojny pozostał na emigracji w Wielkiej Brytanii. Zmarł 27 maja 1956. Został pochowany na cmentarzu południowym (Southern Cemetery) w Nottingham. W Anglii był określany także jako Adam Nemezyuz.

## Ordery i odznaczenia
- Krzyż Srebrny Orderu Wojskowego Virtuti Militari[1][23] nr 8101 (27 lipca 1922)[24]
- Krzyż Walecznych[25]
- Medal Lotniczy (czterokrotnie)[26]
- Złoty Krzyż Zasługi (10 listopada 1928)[27]
- Medal Pamiątkowy za Wojnę 1918–1921[28]
- Medal Dziesięciolecia Odzyskanej Niepodległości[28]
- Polowa Odznaka Obserwatora nr 18 (11 listopada 1928)[29]
- czechosłowacka Odznaka Obserwatora[25]